# Banbridge (distrikt)

Banbridge var ett distrikt i Nordirland. Huvudort var Banbridge. Distriktet låg i det traditionella grevskapet Down och sträckte sig från Slieve Croob i öst till floden Bann i väst. Huvudvägen mellan Dublin och Belfast, kallad A1, går igenom området.
I samband med en distriktsreform i Nordirland 1 april 2015 slogs distrikten Armagh, Banbridge och Craigavon samman till distriktet Armagh, Banbridge and Craigavon, som 24 februari 2016 bytte namn till Armagh City, Banbridge and Craigavon. 

## Städer
- Banbridge
- Dromore
- Gilford
- Louchbrickland
- Scarva